# Island Line
Pour la ligne du métro de Hong Kong, voir Island Line (métro de Hong Kong).
Island Line (« ligne de l'île ») est l'unique ligne de chemin de fer en activité de l'île de Wight. Longue de 8,5 miles (environ 13,7 km), elle relie Ryde (gare de Ryde Pier Head) à Shanklin dans la partie est de l'île.

## Caractéristiques
Elle est la plus petite des concessions voyageurs du système ferroviaire britannique. Elle est actuellement exploitée par le groupe Stagecoach Group plc. C'est la seule concession qui comprenne l'entretien de l'infrastructure en plus de l'exploitation proprement dite.
La ligne a été électrifiée par troisième rail en 1967. Les trains assurent la correspondance avec les ferries en provenance de Portsmouth à Ryde Pier Head, et au-delà avec le reste du réseau national. Elle est également en correspondance à la gare de Smallbrook Junction avec le "Isle of Wight Steam Railway", ligne de chemin de fer à vapeur de l'île à vocation touristique, une portion d'une ancienne ligne à Newport, qui termine à Wootton. En addition à Newport, les villes de Freshwater, Cowes, Bembridge et Ventnor avaient toutes les gares ferroviaires dans le passé.  
À cause du gabarit étroit d'un tunnel à Ryde, les véhicules au gabarit standard britannique ne peuvent pas circuler sur ce réseau. Actuellement, le matériel employé comprend d'anciennes rames (Classe 483) du métro de Londres, qui furent construites en 1938 et puis modernisées. Elles ont remplacé les vieilles rames Classe 485 et Classe 486 qui dataient de 1923.

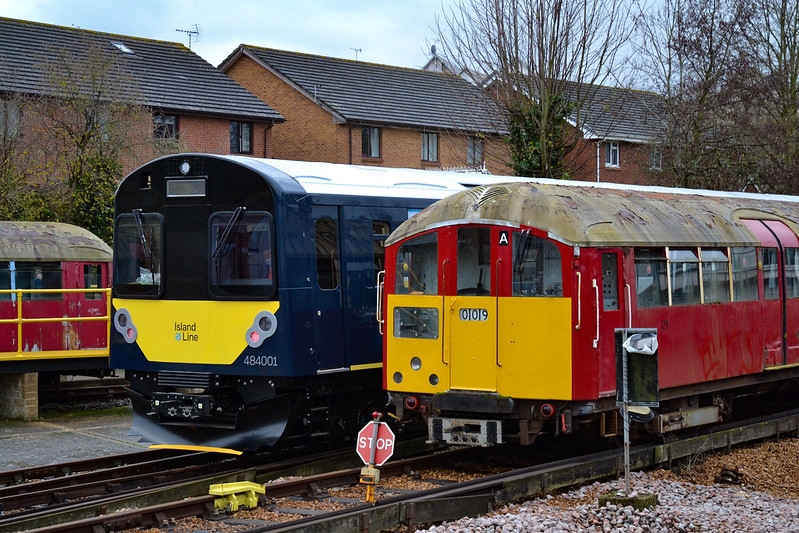
Une Class 484 (à gauche) et une Class 483 (à droite).

En 16 septembre 2019 a été confirmé un plan d'investissement à hauteur de 26 millions de livres sterling. Cinq rames Class 484 (en), construites sur la base de D78 Stock, remplacement les Class 483, très anciennes. Les Class 483 étaient devenues si peu fiables que le service était réduit de moitié en moyenne chaque mois du fait des pannes fréquentes,. Les investissements ont également concerné la rénovation des quais (dont certains ont dû être relevés pour être accessibles du fait de la plus grande hauteur des Class 484) et l'accroissement du voltage conduit par le troisième rail. Après un délai dû à la pandémie de Covid-19, la ligne a rouvert le 1er novembre 2021.

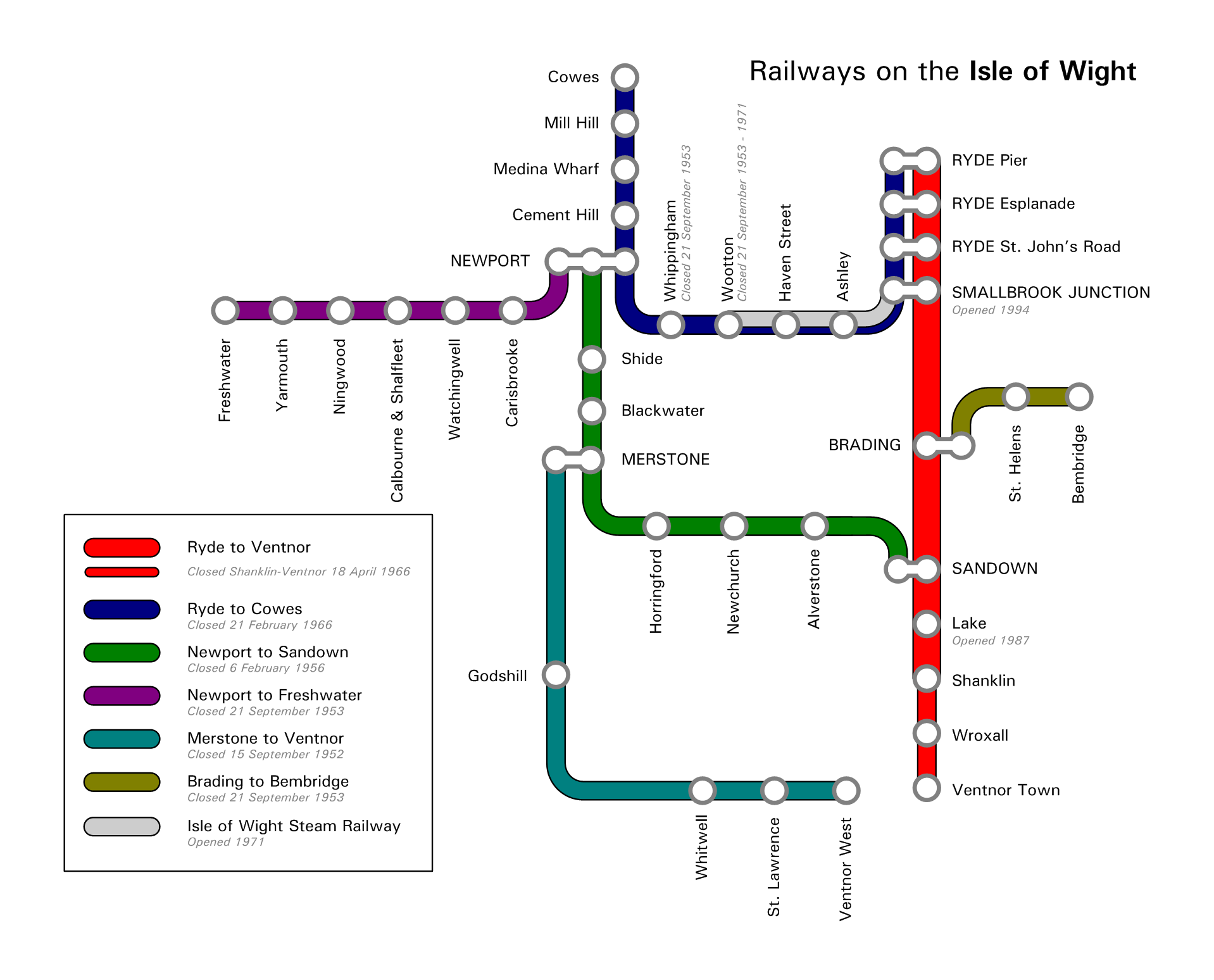
Ancien réseau de l'île de Wight. Seules deux lignes - la ligne Smallbrook Junction - Wootton (en gris) et la ligne Ryde-Shanklin (en rouge) sont en exploitation (sauf les gares de Wroxall et de Ventnor).

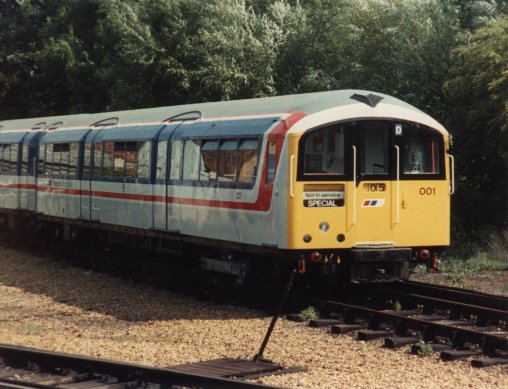
Rame Classe 483 no 483001 en 1989.

## Gares
Les 8 gares desservies par la ligne sont les suivantes :
| Station             |  | Localité |
| ------------------- |  | -------- |
| Ryde Pier Head      |  | Ryde     |
| Ryde Esplanade      |  | Ryde     |
| Ryde St John's Road |  | Ryde     |
| Smallbrook Junction |  | Ryde     |
| Gare de Brading     |  | Brading  |
| Gare de Sandown     |  | Sandown  |
| Gare de Lake        |  | Lake     |
| Gare de Shanklin    |  | Shanklin |

Au milieu des années 1990, la réouverture de la ligne vers le sud jusqu'à Ventnor fut envisagé. Le projet fut abandonné semble-t-il pour des raisons de coût.